# コンタレックス

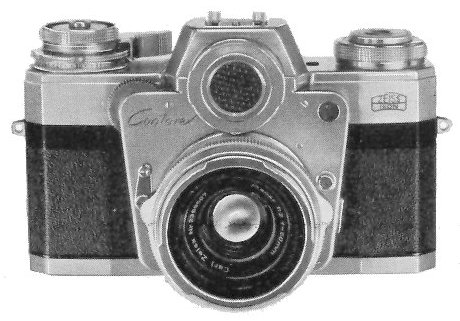
コンタレックスI＋プラナー50mmF2銀鏡胴

コンタレックス（Contarex ）は戦後の混乱から脱した西ドイツのツァイス・イコンがフラッグシップ的位置づけで開発した一眼レフカメラシリーズである。非常に高価で、最終機コンタレックススーパーエレクトリックは標準レンズ付のセットでハッセルブラッド標準レンズ付セットの価格に匹敵した。非常に高価な価格と一種異様なスタイリング、大きさと重さなどから販売台数は伸びず、すべての機種を合わせても約55,000台である。
135フィルムを使用し24×36mm（ライカ）判。インターチェンジャブルマガジンバックを使用すると撮影途中でのフィルム交換が可能となる。

## ボディー
- コンタレックスプロトタイプ - ミラーがクイックリターンになっていない。一般には販売されなかった[3]。
- コンタレックスI（Contarex I 、1959年[3]または1960年[1][2]発売） - エドガー・ザウアーが開発を指揮した。開発コードはコンタックスIVだが、コンタックスIIIを改造して試作された同名のレンジファインダーAEカメラとは別物である。1958年フォトキナで発表された[3]。発売当初は単にコンタレックスであったが後にI型と通称された。セレン光電池式連動露出計を内蔵し、個体によっては今もほぼ正確な露出を示す。TTLではないものの、内蔵露出計がシャッタースピードと絞りの両方に連動するのは世界初である[1]。ミラーはクイックリターンになったが、絞りはフィルムを巻き上げないと復帰しない[1]。シャッターは特に変哲のない布幕横走りフォーカルプレーン式で、B、1-1/1000秒、X接点同調1/60秒の倍数系列[3]。ミラーは当時のヨーロッパ製一眼レフとしては異例のクイックリターンであるが、自動絞りは巻き上げないと開放に戻らない[3]。連動露出計がまるで目のようにも見えることからブルズアイ[3][1]、サイクロップ[3]、サイクロプス[1]などと俗称される。日本では非常に高価であったことから「殿様カメラ」と呼ばれたことがあった[1]。生産台数は約32,000台。
  - コンタレックスI後期型（1964年発売） - ファインダースクリーン交換可能、データストリップ使用可能に改良したモデルを日本の中古市場ではII型と俗称する[2]が、これはツァイス・イコン社内呼称ではなく、片山良平は「後期型と呼ぶべき」と書いている[3]。
  - コンタレックスIブラック仕上げ - 文献では存在することになっているが非常に珍しく、片山良平によればこれまでに確認されたブラック仕上げはわずか5台という[3]。
- コンタレックススペシャル（Contarex Special 、1960年発売[3]） - コンタレックスIから露出計を除き、ファインダーをペンタプリズムアイレベル/ウェストレベル交換式とした[2]。ファインダースクリーンが交換可能になっている。生産台数は約3,000台。アメリカ航空宇宙局がヒューストンのカメラショップで購入し、高圧ガスを利用した噴射装置を取り付けた改造品をエドワード・ホワイトがジェミニ4号で船外活動に使用した。
- コンタレックスプロフェッショナル（Contarex Professional 、1967年発売） - 1966年のフォトキナで発表された。内部外観とも徹底的に改良されこの機種以降デザインはほぼ共通となった。通称P型。生産台数は約1500台。内部を大幅に変更し、シャッターレリーズ等各種操作が円滑かつ軽快になった。またミラーが後退しながら上がるため広角レンズの設計において有利になった。800gとシリーズ中最軽量であった[2]。
- コンタレックススーパー（Contarex Super 、1967年4月発売） - 通称S型。非公式にはニューヨークIPEX会場で姿を見せたという[2]。公式には1966年のフォトキナで発表された。コンタレックスプロフェッショナルにCdS受光素子使用のTTL連動露出計を内蔵した[2]。当初絞り込み測光だったが1968年に開放測光に改良された[2]。生産台数は約13,400台。
  - 「フロントスイッチ」 - 露出計のスイッチは当初前面、絞りダイヤルのレンズを挟んで反対側にあったのでこの俗称がある。
  - 「トップスイッチ」 - 1968年9月から上面、巻き上げレバーの下に移されたのでこの俗称がある。
- コンタレックススーパーエレクトロニック（Contarex Super-electronic 、1968年9月発売） - 通称SE型。ボディーには「Electronic」としか書かれていない。1966年のフォトキナで発表された[2]。シャッターは電子制御式[2]。生産台数は約3100台。シリアルナンバーの冒頭が「G」の前期型は電源が1系統でプリズムハウジングの後ろに収納されている電池で全電源を賄うが、シリアルナンバーの冒頭が「R」の後期型ではシャッターをこの電池で賄い、測光はミラーボックス下の電池で賄うようになった。1971年にツァイス・イコンがカメラ事業から撤退すると宇宙開発や学術用向けのみの製造になり、部品等はカール・ツァイスに引き渡され、カール・ツァイス・コンタレックス販売から販売された。
- ホロゴンウルトラワイド（Hologon Ultrawide 、1968年[3]または1969年[3]発売） - 最初に試作品が発表されたのは1966年10月のフォトキナであった[3]。3群3枚ホロゴン15mmF8が固定装着される。絞りはF8固定。インターチェンジャブルマガジンバックを使用でき、ハッセルブラッドにおけるSWCのようなカメラである。生産台数は約1,400台。フォーカルプレーン式シャッターを装備しシャッタースピードはB、T、1〜1/500秒、X接点1/60秒。ファインダー内とボディー外部の両方から見られる水準器を装備している。あまりに超広角であるため、手の写り込みを防ぐために手の位置を規定するユニバーサルハンドグリップが付属する。周辺減光補正フィルター「20.12313」が販売され、併用した場合はF16固定[3]。被写界深度は無限遠から20in（約50cm）。

## スクリーン
コンタレックススペシャル以降交換可能となった。純正品は全面マット、フレネルレンズ+スプリットイメージ、フレネル+ゾナー250mm用スプリットイメージの3種類があるが、問題を指摘する意見が多く、撮影に使用するなら交換することが推奨されている。
国産一眼レフの多くが採用したマット式ではなく空中像式である。シャッターレリーズ後に絞りが絞られたままで巻き上げによって開放に復元する半自動絞りであり、ピントグラス式を採用すると絞り込んで撮影した場合ファインダーが非常に暗くなるため空中像式を採用したと思われるが、このため中央のフォーカシングスポットでなければピント合わせができない。標準仕様ではフォーカシングスポットはスプリットイメージ式。
S型、SE型の時代には標準仕様がスプリットイメージの周囲をマイクロプリズムが一周しているタイプとなり、オプションスクリーンも増えていた。

## 交換レンズ
レンズマウントは専用のコンタレックスマウント。1958年のフォトキナ発表時すでにビオゴン21mmF4.5、ディスタゴン35mmF4、プラナー50mmF2、ゾナー85mmF2、ゾナー135mmmF4、ゾナー250mmF4と6本のレンズが準備されていた。絞りはボディー側にあるダイヤルで操作するようになっており、原則としてレンズに絞りリングはない。寒冷地での使用を考慮し絞り駆動ダイヤルには69個、レンズ側絞りリングには72個のボールベアリングを組み込んで極めて軽く作動する。レンズマウントは鋭利で手が切れそうに見えるが、実際には角が入念に処理されている。交換レンズはシュナイダー・クロイツナッハから提供されたPA-クルタゴン35mmF4を除いてすべてカール・ツァイス製である。アタッチメントはバヨネットB56とφ49mmねじ込みの併設が原則。前期の製品は銀鏡胴で最短撮影距離が非常に短い設計になっている。後期の製品は黒鏡胴になり、一部「ブリッツ」と呼ばれるフラッシュマチックを組み込んだが、このためか最短撮影距離は普通になってしまった。
- ディスタゴン15mmF3.5（1972年製造） - 12群13枚[2][3]。黒鏡胴が2本試作されたのみ。フィルターは内蔵。
- ルミナー16mmF2.5 - アダプター「20.1633」、ベローズと併用して接写撮影専用。
- F-ディスタゴン16mmF2.8（1973年発売） - 7群8枚[2][3]。黒鏡胴が150本生産された。フィルターは内蔵。
- ディスタゴン18mmF4[2]（1967年発売） - 9群10枚。黒鏡胴が1683本が生産された。アタッチメントはφ67mmねじ込み、フィルターは口径食を防ぐため付属ステップアップリングを装着しB96。黒鏡胴は最短撮影距離0.5m。専用スクリーンが付属する。
- ビオゴン21mmF4.5（1959年[3]発売） - 光学設計は元々コンタックス用に設計された5群8枚[3]の流用。最短撮影距離1m[3]。アタッチメントはB56またはφ49mmねじ込み。ミラーアップして使用する[3]ためコンタレックスI型、コンタレックスII型、コンタレックススペシャルにしか使用できない。撮影範囲の確認は外付けのファインダーを使用する[3]。1962年[3]までに銀鏡胴が4,000本[3]生産された。
- ディスタゴン25mmF2.8[2]（1963年[3]発売） - 7群8枚[3]。最短撮影距離0.17m[3]。アタッチメントはB56またはφ49mmねじ込み。銀鏡胴と黒鏡胴があり6,630本生産された。スペックや構成図は後のコンタックスRTS用と似ているが、写りは違うことが知られている。
- ルミナー25mmF3.5 - アダプター「20.1633」、ベローズと併用して接写撮影専用。
- ディスタゴン35mmF2[2]（1965年[3]発売） - 8群9枚[3]。最短撮影距離0.22m[3]。アタッチメントはB56またはφ49mmねじ込み。3,150本生産された[3]。
- ディスタゴン35mmF4[2]（1959年[3]発売） - 7群8枚。アタッチメントはB56またはφ49mmねじ込み。当初銀鏡胴で最短撮影距離0.19m[3]または0.2m[4]であったが、1965年にフラッシュマチックを組込んだ黒鏡胴「ブリッツ」[2]最短撮影距離0.38m[3]となった。
- PA-クルタゴン35mmF4（1958年発売） - 6群7枚[3]。最短撮影距離0.3m。PAはパースペクティブ・アジャストメントの略[2][3]で7mmのシフト撮影が可能。黒鏡胴のみ。シュナイダー・クロイツナッハ製[2][3]。
- ルミナー40mmF4.5 - アダプター「20.1633」、ベローズと併用して接写撮影専用。
- プラナー50mmF2（1959年[3]発売） - 。4群6枚[3]。銀鏡胴と黒鏡胴があり、当初銀鏡胴で最短撮影距離0.3m、1965年にフラッシュマチックを組込んだ黒鏡胴「ブリッツ」[2]最短撮影距離0.38m[3]となった。アタッチメントはB56またはφ49mmねじ込み。アダプター「20.1639」を介して8×30B単眼鏡を装着すると最短撮影距離6mの400mm超望遠レンズとして使用できる。このシリーズ最多の3,7768本生産された[3]。
- テッサー50mmF2.8[2]（1960年[3]発売） - 3群4枚[3]。最短撮影距離0.35m[3]。アタッチメントはB56またはφ49mmねじ込み。発売はコンタレックススペシャル型と同時で、銀鏡胴と黒鏡胴があり5,978本[3]が生産された。アダプター「20.1639」を介して8×30B単眼鏡を装着すると最短撮影距離6mの400mm超望遠レンズとして使用できる。
- S-プラナー50mmF4[2]（1963年[3]発売） - 4群6枚[3]。アタッチメントはB56またはφ49mmねじ込み。1:13（60cm）-1:2.8（24cm[3]）の接写撮影専用。銀鏡胴と黒鏡胴があり[3]400本[3]が生産された。
- プラナー55mmF1.4[2]（1961年[3]発売） - 5群7枚[3]。アタッチメントはB56のみで、φ49mmねじ込みは使えない。最短撮影距離0.45m。銀鏡胴と黒鏡胴があり[3]8,275本[3]が生産された。アダプター「20.1642」を介して8×30B単眼鏡を装着すると最短撮影距離6mの400mm超望遠レンズとして使用できる。
- ルミナー63mmF4.5 - アダプター「20.1633」、ベローズと併用して接写撮影専用。
- プラナー85mmF1.4（1974年発売） - 5群6枚[2][3]。システム終焉直前に発売されたため黒鏡胴が400本生産されたに留まった。高い性能であるが絞り羽根が三角であるためボケが三角形になること、あまりにシャープであることからポートレートには向かない。アタッチメントはφ67mmねじ込み。光学設計は後にローライSL35用に流用されたが、コンタックスRTS用は別物。
- ゾナー85mmF2[2]（1959年[3]発売） - 3群7枚[3]。アタッチメントはB56またはφ49mmねじ込み。最短撮影距離0.8m[3]。銀鏡胴と黒鏡胴があり[3]7,585本が生産された。
- ルミナー100mmF6.3 - アダプター「20.1652」、ベローズと併用して接写撮影専用。
- テッサー115mmF3.5[2]（1962年[3]発売） - 3群4枚[3]。ベローズ用[3]。無限遠可能、最短撮影距離0.16m[3]。アタッチメントはB56またはφ49mmねじ込み。黒鏡胴[3]が1,550本生産された。プリセット絞り[3]で専用のダブルレリーズを併用する[3]。
- ゾナー135mmF2.8[2]（1964年[3]発売） - 4群4枚[3]。アタッチメントはB56。最短撮影距離1.2m。黒鏡胴[3]が7,895本[3]生産された。カタログの一部には「OLYMPIA-SONNAR」とあり、これは1972年に開催されたミュンヘンオリンピックにちなんでいるという[3]がレンズ本体の表記は単に「SONNAR」である。
- ゾナー135mmmF4[2]（1959年[3]発売） - 3群4枚[3]。アタッチメントはB56またはφ49mmねじ込み。最短撮影距離1.2m[3]。銀鏡胴と黒鏡胴があり[3]15,365本[3]が生産された。
- ゾナー180mmF2.8[2]（1966年[3]発売） - 4群4枚[3]。アタッチメントはφ67mmねじ込み。最短撮影距離1.8m[3]。黒鏡胴[3]が1966年のうちに965本生産されたのみ[3]。フォーカシングは鏡胴横についているダイヤルで行う「ラピッド・フォーカス」式[3]。カタログの一部には「OLYMPIA-SONNAR」とあるがレンズ本体の表記は単に「SONNAR」である。
- ゾナー250mmF4前期型（1959年[3]発売） - 4群4枚[3]。黒鏡胴が2,019本生産された[3]。アタッチメントはφ67mmねじ込み。一般的なヘリコイドでフォーカシングを行う。
- ゾナー250mmF4後期型（1963年[3]発売） - 4群4枚[3]。黒鏡胴が2,645本[3]生産された。アタッチメントはφ67mmねじ込み。鏡胴横についているダイヤルでフォーカシングを行う「ラピッド・フォーカス」式[3]になった。鏡胴下には三脚穴がありそこにねじ込むグリップが付属する。最短撮影距離2.5m。カタログの一部には「OLYMPIA-SONNAR」とあるがレンズ本体の表記は単に「SONNAR」である。
- テレテッサー400mmF5.6[2]（1970年発売） - 4群4枚。黒鏡胴が366本生産された。アタッチメントはφ77mmねじ込み。鏡胴横についているダイヤルでフォーカシングを行う。鏡胴下には三脚穴がありそこにねじ込むグリップが付属する。最短撮影距離4m。
- ミロター500mmF4.5[2]（1963年[3]発売） - 反射望遠レンズ[3]。黒鏡胴が200本[3]生産された。リアフィルターはφ49mmねじ込みで黄、橙、UV、赤外フィルターが付属する。最短撮影距離4m[3]。
- ミロター1000mmF5.6[2]（1963年または1964年[3]発売） - 反射望遠レンズ[3]。黒鏡胴が受注生産により23本[3]生産された。リアフィルターはφ49mmねじ込みで黄、橙、UV、赤外フィルターが付属する。最短撮影距離12m[3]。
- バリオゾナー40-120mmF2.8[2]（1971年発売） - 9群13枚。黒鏡胴が1000本生産された。アタッチメントはB96。最短撮影距離2.5m。
- バリオゾナー85-250mmF4[2]（1970年発売） - 11群15枚。黒鏡胴が581本生産された。アタッチメントはB96。最短撮影距離4m。

上記以外に、ヤシカ／コンタックス・マウント用試作品（製造番号上二けた57番台）をContarex向けにZeiss Ikon自身が改造したPalnar 50mm f:1.4が若干流通しているが、絞りが2段分（f:1.4がf:11の位置、f:16がf:22の位置）しか動かない。

## オプション
- インターチェンジャブルマガジンバック（Interchangeale Magazine Back 、1961年発売） - 撮影途中でもマガジンを交換することによりフィルムの種類を変更できる[1][2]。コンタフレックススーパーBCと共用。

### コンタレックススーパーエレクトロニック用オプション
- モータードライブ - 2コマ/秒のモータードライブ。
- 17mマガジン（17metre Magazine 、1970年10月1日発売） - 35mmフィルムを17m（55ft）巻き込んで450コマ撮影できる。
- エレクトロニックコントロールユニット（Electronic Control Unit ） - 1秒から30秒のセルフタイマー、1秒から30分までの間歇撮影、延長ケーブル併用でリモートコントロールなどの機能を持つ。
- テレセンサー（Telesensor ） - アクセサリーシューに取り付ける受光角47°のCdS素子を持つ。コードをソケットに嵌め込むとカメラ内部のTTL露出計は切り離され、テレセンサー素子による制御でシャッタースピード1/1000秒から8秒までのAE撮影になる。受光角を示すファインダー付き。
- シャッタースピードインジケーター（Shutter Speed Indicator ） - テレセンサーと組み合わせ、実際に制御されるシャッター速度を表示する。